# Limnophyes bullus
Limnophyes bullus är en tvåvingeart som beskrevs av Wang och Ole Anton Saether 1993. Limnophyes bullus ingår i släktet Limnophyes och familjen fjädermyggor.
Artens utbredningsområde är Nei Mongol (Kina). Inga underarter finns listade i Catalogue of Life.